# Петров, Николай Андреевич (генерал-майор авиации)
Николай Андреевич Петров (3 мая 1901, Киев — 12 марта 1962) — советский военачальник, генерал-майор авиации, начальник штаба 10-й воздушной армии и штаба ВВС Брянского фронта.

## Биография
Участвовал в Гражданской войне.
24 апреля 1941 года назначен начальником штаба ВВС 13-й армии Западного особого военного округа. В начальный период Великой Отечественной войны принимал участие в обороне Минска и Смоленска.
15 августа 1941 года назначен начальником штаба ВВС Брянского фронта. Руководил работой штаба во время Орлово-Брянской и Тульской оборонительных операций. «За успешное выполнение заданий командования фронта по обеспечению боевой работой авиачастей и организации управления авиачастями» присвоено звание генерал-майора авиации и «за хорошее руководство боевой работой штабов и авиачастей фронта, проявленное мужество и отвагу в борьбе с германским фашизмом» награждён орденом Красного Знамени.
15 августа 1942 года назначен начальником штаба 10-й воздушной армии Дальневосточного фронта. Руководил переформирование штаба армии из штаба ВВС 25-й армии. Занимал должность начальника штаба до 13 января 1943 года.
16 мая 1944 года назначен начальником штаба ВВС Львовского военного округа. «За долголетнюю и безупречную службу» награждён двумя орденами Красного Знамени и орденом Ленина.
27 февраля 1953 года уволен в отставку.